# Midnatsekspressen
 Ikke at forveksle med Midnight Express.
Midnatsekspressen (originaltitel The Midnight Express) er en amerikansk stumfilm fra 1924 instrueret af George W. Hill.

## Medvirkende
- Elaine Hammerstein som Mary Travers
- William Haines som Jack Oakes
- George Nichols som John Oakes
- Lloyd Whitlock som Joseph Davies
- Edwin B. Tilton som James Travers
- Pat Harmon som Bill Brachely
- Bertram Grassby som Arthur Bleydon
- Phyllis Haver som Jessie Sybil